# Microregione di Campanha Ocidental
Campanha Ocidental è una microregione del Rio Grande do Sul in Brasile, appartenente alla mesoregione di Sudoeste Rio-Grandense.
È una suddivisione creata puramente per fini statistici, pertanto non è un'entità politica o amministrativa.

## Comuni
È suddivisa in 10 comuni:
- Alegrete
- Barra do Quaraí
- Garruchos
- Itaqui
- Maçambara
- Manoel Viana
- Quaraí
- São Borja
- São Francisco de Assis
- Uruguaiana